# Trogon rufus
El surucuá amarillo, trogón amarillo, trogón rufus, trogón golinegro, trogón gorguinegro, trogón de garganta negra, trogón cabeciverde o coa cuellinegro (Trogon rufus)  es una especie de ave  en la familia Trogonidae. 

## Distribución física
Se reproduce en tierras bajas del sur de Honduras al oeste de Ecuador, hasta el norte de Argentina.

## Hábitaty alimentación
Es residente de los niveles bajos de selvas tropicales,  prefiere fuerte sombra.  Comen insectos y fruta, a veces en vuelo;  oportunísticamente utilizan artrópodos, lo que hace visibles a otros predadores como coatimundis (Nasua nasua).
Su pico fuerte y patas débiles reflejan sus hábitos arbóreos y su dieta. Aunque su vuelo es rápido, son renuentes a volar alguna distancia. Típicamente se ubican en perchas y no se mueven.

## Descripción física
Muchos surucuas tienen plumajes distintivos entre  macho y hembra, con plumas suaves, con frecuencia coloridas.  
Es relativamente pequeña: 23-24 cm de largo y pesa 54-57 g, con un bajo cola blanco y tiras negras, un pico amarillo y alas cubiertas vermiculadas con blanco y negro, pero a la distancia parece gris.
El macho tiene cabeza verde, pecho alto y trasero, cara y cogote negro, y vientre dorado amarillo. La hembra de cara, pecho y trasero pardos, cola rojiza y vientre amarillo. Los inmaduros recuerdan al adulto pero más suaves, y los jóvenes machos garganta, pecho y alas marrones.

## Canto
El llamado es un krrrrrr,  y acompaña con claros chistidos, cuh cuh cuh cuh.

## Anidación
Anida entre 1-6 m de altura en una cavidad, con su típica puesta de dos huevos blancos.